# 川西南虎耳草
川西南虎耳草（学名：Saxifraga subomphalodifolia）为虎耳草科虎耳草属下的一个种。

## 扩展阅读
- 維基物種上的相關：川西南虎耳草